# Heinrich Stadelmann
Friedrich Gustav Heinrich Stadelmann (* 15. Januar 1865 in Memmingen; † 12. Juli 1948 in Dresden) war ein deutscher Psychiater und Schriftsteller. Er veröffentlichte auch unter dem Pseudonym Gustav Waldar, Gustav Radlaw bzw. Xaver.

## Leben
Heinrich Stadelmann war der Sohn des Philologen, Lehrers, Byron-Übersetzers und Dichters Heinrich Stadelmann (* 30. März 1830 in Barthelmesaurach, † 1. Oktober 1875 in Schopfloch). Er absolvierte sein Medizinstudium und seine Promotion in Würzburg. 1883 wurde er Mitglied in der Studentenverbindung Corona, die später in der Burschenschaft Germania zu Würzburg aufging, der er fortan angehörte. In Würzburg betrieb er auch seine erste Praxis und Privatklinik. 1906 eröffnete er eine psychotherapeutische Praxis und Privatklinik (das so genannte Vogel-Haus) in Dresden, in dem jeder Patient (meist Jugendliche und junge Erwachsene) als eine Vogelart eingeteilt wurde. Er praktizierte Suggestiv- und Hypnotherapie bei seinen Patienten und schrieb eines der frühesten Bücher über Psychotherapie.
Als Freund und Schriftsteller war er dem Dresdner Expressionisten-Kreis Die Brücke verbunden. Als Dramatiker, Romancier und Verfasser psychologischer, philosophischer sowie naturwissenschaftlicher Schriften und lebenskundlicher Ratgeber veröffentlichte er in der von 1919 bis 1925 in Berlin erschienenen Zeitschrift Der Einzige. 1920 wurde er von Otto Dix porträtiert. Am 13. Februar 1945 musste er seine Existenzvernichtung (Ausbombung) erleben. Einige seiner zahlreichen Schriften veröffentlichte er unter Pseudonym.

## Schriften
- Das Santelholzöl und seine Anwendung bei Gonorrhöe, Univ. Diss., Würzburg 1887
- Das Bewußtsein und physiologische Veränderungen, Stahel, Würzburg 1894
- Der akute Gelenkrheumatismus und seine psychische Behandlung, Stahel, Würzburg 1895
- Der Psychotherapeut, Stahel, Würzburg 1896
- Discrete Nervenschwäche, Stahel, Würzburg 1898
- Schulen für nervenkranke Kinder. Die Frühbehandlung und Prophylaxe der Neurosen und Psychosen, Reuther & Reichard, Berlin 1903
- Schwach beanlagte Kinder. Ihre Förderung und Behandlung, Gmelin, München 1904
- Wie kann die unterrichtliche Behandlung abnormer Kinder die Prophylaxe der Nerven- und Geisteskrankheiten unterstützen. In: Zeitschrift für Schulgesundheitspflege (Jg. 17), 1904, S. 463–470
- Das Wesen der Psychose auf Grundlage moderner naturwissenschaftlicher Anschauung, Ärztliche Rundschau, München 1904
- Geisteskrankheit und Naturwissenschaft. Geisteskrankheit und Sitte. Geisteskrankheit und Genialität. Geisteskrankheit und Schicksal, Ärztliche Rundschau, München 1905
- Das nervenkranke Kind in der Schule, Faber, Magdeburg 1907
- Der Stand des Unterrichts an den Schulen für Schwachbefähigte in Deutschland. In: Zeitschrift für pädagogische Psychologie und Jugendkunde (Bd. 9), 1907, S. 275–290
- Die Stellung der Psychopathologie zur Kunst. Ein Versuch, Piper, München 1908
- Ärztlich-pädagogische Vorschule auf Grundlage einer biologischen Psychologie, Voss, Hamburg 1909
- Epilepsie. In: Dannemann, Adolf: Enzyklopädisches Handbuch der Heilpädagogik, Marhold, Halle 1911, Sp. 987
- Über geistige Entartung. In: Zeitschrift für pädagogische Psychologische und Jugendkunde. Bd. 12. 1911, S. 507–520
- Was können Eltern zur Verhütung schlechter Schulfortschritte ihrer Kinder beitragen, Huhle, Dresden 1914
- Unsere Zeit und ihre neue Kunst, Zirkel, Berlin 1916
- Die Bedeutung des Kindheitserlebnisses für die Ausgestaltung der Lebensführung, Huhle, Dresden 1917
- Im Lande Nein. Nur ein Gleichnis, Aktion, Berlin-Wilmersdorf 1918
- Peter Joel will Hochzeit halten. Ein philosophisches Eroticum, Wunderlich, Leipzig 1920
- Wer war Balthasar? Ein Roman vom Leben, Wende, München 1920
- Gabriele (Reihe „Der Keim. Kleinwerke ringender Kunst“, Elftes Bändchen), Wende, München 1920 (Digitalisat im Internet Archive)
- Freie Bahn dem Tüchtigen (als Xaver Stadelmann), Malik, Berlin 1921
- Messalina. Ein Bild des Lebens aus Roms Imperatorenzeit (2 Bände), Aretz, Dresden 1924
- Kleopatra. Ägyptens letzte Königin, Aretz, Dresden 1924
- Die Magie des Dr. Morinon. Ein phantastischer Roman, Gutewort, Dresden 1925
- China und sein Weltprogramm (mit Shen-Yi), Gutewort, Dresden 1925
- Theodora. Kaiserin von Byzanz (2 Bände), Pandora, Dresden 1927
- Taschenbuch für Nervöse, Laube, Dresden 1929
- Frauenseele und Kultur, Laube, Dresden 1930
- Die Zukunft des Ärztestandes. In: Ethische Kultur (Bd. 39), 1931, S. 18f
- Hygiene der Arbeit, Laube, Dresden 1934
- Die Biologie des Laotse, Kampmann, Kampen/Sylt 1936
- In zwei Stunden nicht mehr nervös. Das Geheimnis des Ostens. Von Harry Winfield Bondegger, neu bearbeitet und ergänzt von Gustav Radlaw [d. i. Heinrich Stadelmann], Rudolph, Dresden 1936
- Der Arzt und das Leben, Rudolph, Dresden 1937
- Wie kann der Mensch sein Schicksal meistern, Rudolph, Dresden 1937
- Wegweiser zu Selbstvertrauen und Sicherheit (als Gustav Waldar), Rudolph, Dresden 1937
- So sicherst Du Deinen Erfolg! (als Gustav Waldar), Rudolph, Dresden 1937
- Der Mann, Fahnert, Dresden 1939
- Der Mensch in Not, Fahnert, Dresden 1939
- Mann und Frau in der Gesellschaft, Fahnert, Dresden 1939
- Der okkulte Mensch, Fahnert, Dresden 1939
- Die Frau, Fahnert, Dresden 1939
- Kann man seine Lebenszeit verlängern?, Rudolph, Dresden 1941
- Grundriß der Deutschen Wohlfahrtspflege (mit Hans-Erwin von Hausen und Helmut Rößler), Kohlhammer, Leipzig 1944

## Sekundärliteratur
- Felber, Werner: Geschichte der Sächsischen Psychiatrie (Memento vom 13. August 2007 im Internet Archive) (als PDF-Datei)
- Madison, Lois: Stadelmann's Psychotherapeut: marking the beginning of modern psychotherapy? In: Würzburger Medizinhistorische Mitteilungen. Bd. 14. 1996, S. 537–544
- Scholz, Albert: Ärzte und Patienten in Dresdner Naturheilsanatorien (als PDF-Datei; 887 kB)